# Christian Gottlob Heyne
Christian Gottlob Heyne (Chemnitz, 25 settembre 1729 – Gottinga, 14 luglio 1812) è stato un filologo classico, traduttore e bibliotecario tedesco.

## Biografia

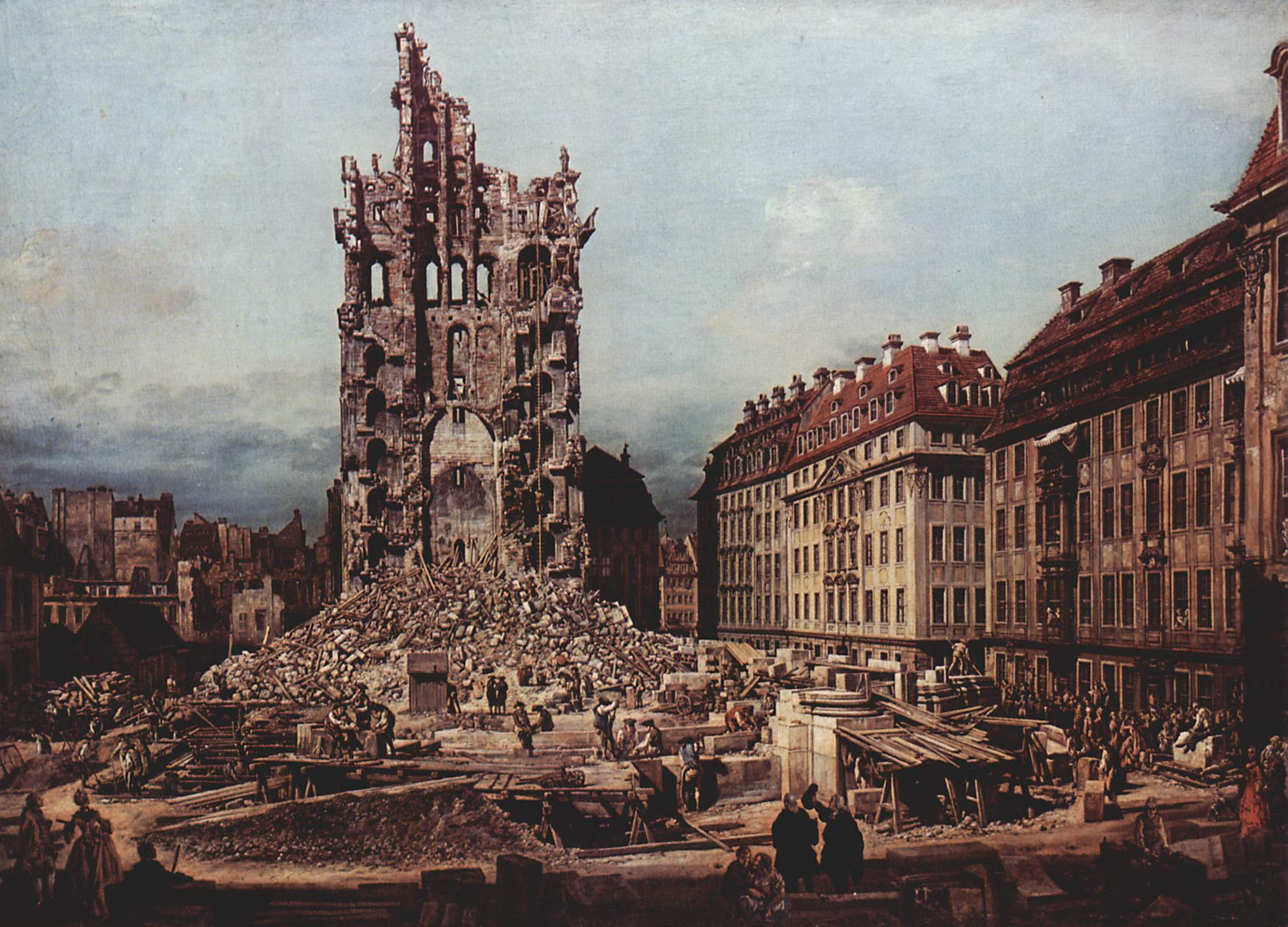
Bernardo Bellotto, Rovine di Dresda durante la Guerra dei sette anni

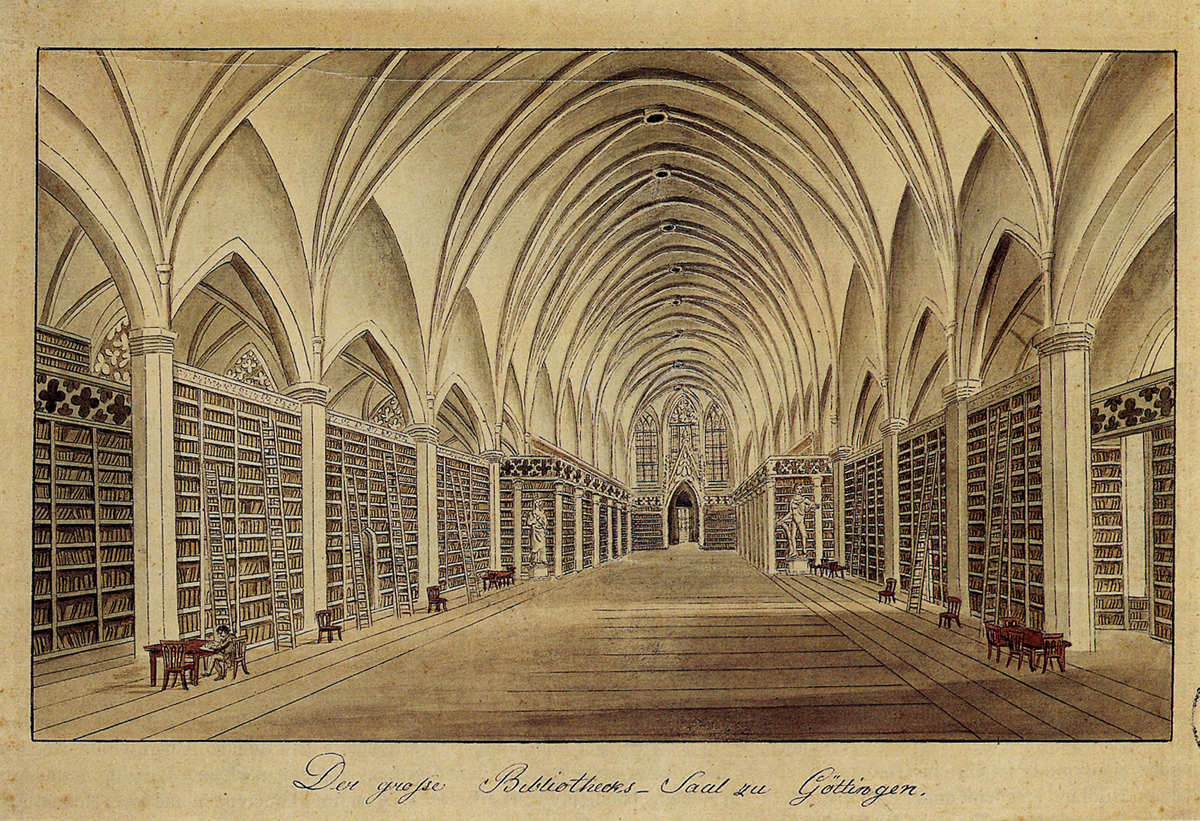
Atrio della Biblioteca di Gottinga

Nato in una famiglia di modeste condizioni economiche (il padre era un povero tessitore) poté studiare grazie all'aiuto del padrino di battesimo. Nel 1748 si iscrisse all'Università di Lipsia. Poté proseguire gli studi universitari grazie al lavoro come istitutore, a Lipsia, nella famiglia di un commerciante francese.
Anche dopo aver terminato gli studi universitari visse per molti anni in ristrettezze. Una sua elegia in latino per la morte di un amico attirò l'attenzione del primo ministro dell'elettorato di Sassonia, il conte Heinrich von Brühl, che espresse il desiderio di conoscerne l'autore. Di conseguenza, nell'aprile del 1752 Heyne si recò a Dresda, credendo che la sua fortuna fosse ormai arrivata, ma ottenne solo un modesto impiego nella biblioteca del conte, con un misero salario. Cercò di aumentare le sue entrate con l'attività di traduzione; tradusse perciò in lingua tedesca, oltre ad alcuni romanzi francesi, Gli Amori di Chaerea e Calliroe di Caritone di Afrodisia,  il romanziere greco dell'età ellenistica. Nel 1755 pubblicò a Lipsia la sua prima edizione di Albio Tibullo, e nel 1756 a Dresda quella di Epitteto.
Nel 1756 rimase nuovamente senza lavoro per lo scoppio della Guerra dei sette anni. Nel 1757 gli fu offerto un posto come pedagogo nella famiglia Frau von Schönberg, dove incontrò la sua futura moglie. Nel gennaio 1758 accompagnò il suo alunno all'Università di Wittenberg, ma nel 1760 furono costretti a fuggire per l'invasione prussiana. Nel bombardamento di Dresda del 18 luglio 1760 perse tutti i suoi averi, fra cui una edizione critica di Luciano, quasi finita, che aveva preparato in base a un prezioso codice, conservato nella Biblioteca di Dresda, che in quell'occasione andò distrutto. Nell'estate del 1761 si sposò, senza avere ancora alcun lavoro fisso, e divenne fattore del Barone von Löben in Lusazia. Alla fine del 1762, comunque, fu in grado di ritornare a Dresda, dove Philipp Daniel Lippert (1702-1785) gli commissionò il testo latino della Dactyliotheca (un catalogo di gemme e sigilli).
Pochi anni dopo (1763) Heyne ottenne la cattedra di eloquenza all'Università Georg-August di Gottinga raggiungendo così la tranquillità economica. Dopo la morte di Johann Matthias Gesner  nel 1761, il posto vacante fu rifiutato prima da Ernesti e poi da Ruhnken; quest'ultimo tuttavia persuase il barone Gerlach Adolph von Münchhausen (1688-1770), ministro degli Hannover e responsabile amministrativo dell'Università di Gottinga, a offrirlo ad Heyne. Heyne ottenne nello stesso tempo l'incarico di direttore della biblioteca dell'università, una posizione che conservò fino alla morte. Sotto la sua direzione la biblioteca, oggi nota come Niedersächsische Staats- und Universitätsbibliothek Göttingen divenne una delle principali biblioteche accademiche del mondo sia per dimensioni sia per reputazione, a causa degli innovativi metodi di catalogazione di Heyne e per la sua decisa politica di acquisizioni di testi.
Diversamente da Hermann, Heyne considerò lo studio della grammatica e lingua solo un mezzo, non l'oggetto principale della filologia. Fu il primo a tentare un trattamento scientifico della mitologia greca, e diede un indubbio impulso agli studi di filologia.

## Opere
- Albius Tibullus. Albii Tibulli Carmina libri tres cum libro quarto Sulpiciae et aliorum. Nouis curis castigauit Chr. G. Heyne. Lipsiae, apud Ioannem Gottlob Feindium, 1798.
- Apollodorus Atheniensis. Apollodori Atheniensis Bibliothecae libri tres. Ad codd. mss. fidem recensiti a Chr.G. Heyne. Goettingae, apud Ioh.Christ. Dieterich, 1782.
- Aristoteles. Aristotelous Peri thaumasion akousmaton. Aristotelis liber de mirabilibus auscultationibus explicatus a Ioanne Beckmann... additis annotationibus Henr. Stephani, Fr. Sylburgii, Is. Casauboni, I. N. Niclas, subiectis sub finem notulis C.G. Heynii, interpretationibus anonymi, Natalis de Comitibus et Dominici Montesauri, atque lectionibus variis e codice caesareae bibliothecae Vindobonensis. Gottingae, apud viduam Abrahami Vandenhoek, 1786.
- Chr. Gottlob Heyne. Sententiosa vetustissimorum gnomicorum quorundam poetarum opera. Praefatus est Chr. Gottlob Heyne.... Lispiae, impensis Weygandi, 1776.
- Christian Gottlob Heyne. Ad Apollodori atheniensis bibliothecam notae auctore Chr. G. Heyne cum commentatione de Apollodoro argumento et consilio operis et cum Apollodori fragmentis.... Goettingae, apud Ioh. Christ. Dieterich, 1783.
- Christian Gottlob Heyne. Ad Apollodori Bibliothecam obseruationes auctore Chr. G. Heyne. Gottingae, typis Henrici Dieterich, 1803.
- Christian Gottlob Heyne. Akademische Vorlesungen über die Archäologie der Kunst des Alterthums, insbesondere der Griechen und Römer. Ein Leitfaden fur Leser der alten Klassiker, Freunde der Antike, Künstler und diejenigen, welche Antikensammlungen mit Nutzen betrachten wollen, von Christian Gottlob Heyne. Braunschweig, bei Friedrich Vieweg, 1822.
- Christian Gottlob Heyne. Opuscula academica collecta et animadversionibus locupletata., Gottingae, apud Io. Christ. Dieterich, 1785-1812.
- Christian Gottlob Heyne. De Aristaeo mellificii aliarumque rerum inuentore dissertatio inauguralis. Quam auspiciis regiis illustris philosophorum ordis auctoritate praeside viro illustri Christ. Gottl. Heynio... pro summis in philosophia honoribus capessendis d. Febr, a.r.s. 1774 h.l.q.c. publico eruditorum examini submittit auctor Ioannes Georgius Philippus Thiele Hamburgensis. Goettingae, litteris Friedr. Andr. Rosenbusch.
- Christian Gottlob Heyne. De veris bonarum artium litterarumque incrementis ex libertate publica oratio professionis rhetoricae atque poeticae adeundae caussa in Academia Georgia Augusta A.D. 23. Iulii 1763. dicta a Chr. Gottlob Heyne. Gottingae, apud Victorinum Bossiegelium.
- Christian Gottlob Heyne. Oratio solennis in ipsis Academiae Georgiae augustae anniversariis inaugurationis sacris et de pace augustissimi ac potentissimi Britanniarum regis Georgii 3. moderatione sapientia ac virtute orbi terrarum reddita gratulationibus publico academiae nomine habita a Christ. Gottlob Heyne rhet. et poet. p.p.o. Gottingae, apud Victorinum Bossiegelium, 1763.
- Christian Gottlob Heyne. Ueber den Kasten des Cypselus ein altes Kunstwerk zu Olympia mit erhobnen Figuren nach dem Pausanias. Eine Vorlesung in der Ko. Deutschen Gesellschaft zu Göttingen den 24 Februar 1770.... Gottingen, bey Johann Christian Dieterich, 1770.
- Christian Gottlob Heyne. Variae lectiones et observationes in Iliadem curante C.G. Heyne. Voluminis primi pars prima <-voluminis secundi pars tertia>. Lipsiae, in libraria Weidmannia; Londini, apud I. Payne et Mackinlay, 1802.
- Conon. Cononis narrationes 50 ex Photii Bibliotheca edidit et adnotationibus illustravit Io. Arnoldus Kanne. Praefixa est Epistola ad Heynium. Adiectum Chr. G. Heynii Specilegium observationum in Cononem., Typis Jo. Chr. Dietericii,1798.
- Epictetus. Epicteti Enchiridion graece et latine cum scholiis graecis et nouis animaduersionibus curauit Chr. Gottl. Heyne. Lipsiae, sumtibus Caspari Fritsch, 1783.
- Gaius Silius Italicus. Caii Silii Italici Punicorum libri septemdecim varietate lectionis et perpetua adnotatione illustrati a Georg. Alex. Ruperti. Gottingae, sumtibus Io. Christ. Dietrich, 1795-1798.
- Gaius Valerius Catullus. Caii Valerii Catulli Carmina e recensione Frid. Guil. Doeringii, gymnas. Goth. Directoris edidit J.A. Amar. Parisiis, apud Lefevre bibliopolam, 1821 ([Parigi!, excudebat P. Didot, natu major, eques ordinis regii S. Michaelis, regius typographus).
- Herodes Atticus. Herodis Attici Quae supersunt adnotationibus illustravit Raphael Fiorillo... Praefixa est epistola Chr. G. Heynii ad auctorem. Lipsiae, sumtibus Caspari Fritsch, 1801.
- Hesychius Milesius. Hesychii Milesii Opuscula duo quae supersunt 1. De hominibus doctrina et eruditione claris 2. De originibus urbis Constantinopoleos et cardinalis Bessarionis Epistola de educandis filiis Ioann. Palaeologi lingua graeca vulgari scripta graece et latine... illustravit Io. Conradus Orellius... accedunt anonymi scriptoris latini Topographia urbis constantinopolitanae cum notis Guidonis Pancirolli et Christ. Gottl. Heynii pars commentationum de antiquitatibus. Lipsiae; in Libraria Weidmannia, impressit Benedict. Gotthilf Teubner, 1820.
- Homerus. Homeri Carmina cum brevi annotatione accedunt variae lectiones et observationes veterum grammaticorum cum nostrae aetatis critica curante C.G. Heyne. Tomus primus <-nonus>. Lipsiae, in libraria Weidmannia; Londini, apud I. Payne et Mackinlay, 1802-1822.
- Homerus. Homeri Ilias cum brevi annotatione curante C.G. Heyne. Volumen primum Lib. 1.-12. <-volumen secundum Lib. 13.-24.>. Lipsiae, in libraria Weidmannia; Londini, apud I. Payne et Mackinlay, 1802.
- Homerus. Versio latina Iliadis praemissa commentatione de subsidiis studii in homericis occupati curante C.G. Heyne. Lipsiae, in libraria Weidmannia; Londini, apud I. Payne et Mackinlay, 1802.
- Johann Binder. Ioannis Binder... Commentatio de politia veteris vrbis Romae quam in concertatione civium academiae Georgiae Augustae 4. Iunii 1791... iudicavit. Praefatus est Chr. Gottl. Heyne.... Gottingae, sumtibus Vandenhoek et Ruprechti, 1791.
- Johann Christoph Rasche. Lexicon vniuersae rei numariae veterum et praecipue graecorum ac romanorum cum obseruationibus antiquariis geographicis chronologicis historicis criticis et passim cum explicatione monogrammatum edidit Io. Christ. Lipsiae, in Libraria Gleditschia, 1785-1795.
- Johann Christoph Rost. Catalogus Bibliothecae Bruhlianae. Pars prima -tertia]. Dresdae, 1750-1756.
- Johann Gottfried Herder. 19: Johann Gottfried von Herder's Antiquarische Aufsatze. Herausgegeben durch Heyne. Stuttgart und Tubingen, in der J.G. Cotta'schen Buchhandlung, 1830.
- Johann Gottfried Lipsius. I.G. Lipsii Bibliotheca numaria sive catalogus auctorum quiusque ad finem seculi 18 de re monetaria aut numis scripserunt. Praefatus est brevi commemoratione de studii numismatici vicissitudinibus Christ. Gottl. Heyne... Tomus I [-II!. Lipsiae, impens. bibliopol. Schaeferiani, 1801.
- Parthenius Nicaenus. Narrationum amatoriarum libellus emendatus studio Lucae Legrand... in lucem editus curante Chr. G. Heyne. Gottingae, typis Jo. Chr. Dietericii, 1798.
- Pausanias. Descrizione della cassa di Cipselo tradotta dal greco di Pausania ed illustrata da l'ab. Sebastiano Ciampi... S'aggiunge la dissertazione dell'Heyne sopra lo stesso argomento. Pisa, presso Niccolo Capurro, 1814.
- Pindarus. Pindari carmina cum lectionis varietate curavit C.G. Heyne. Gottingae, J.C. Dieterich, 1773.
- Publius Vergilius Maro. P. Virgilii Maronis Opera in Tironum gratiam perpetua annotatione nouis curis illustrata a Chr. Gottl. Heyne tomus prior [-posterior]. Lipsiae, sumtibus Caspari Fritsch, 1779-1780.
- Publius Vergilius Maro. Publii Virgilii Maronis Carmina minora varietate lectionis et perpetua adnotatione illustrata a C. G. Heyne. Editio tertia emendatior et auctior. Londini, impensis Thomas Payne, 1793.
- Publius Vergilius Maro. Publii Virgilii Maronis opera varietate lectionis et perpetua adnotatione illustrata a Christian Gottlieb Heyne... accedit index uberrimus. Editio tertia emendatior et auctior. Londini, 1793.
- Quintus Smyrnaeus. Kointou ta meth Omeron. Quinti Smyrnaei posthomericorum libri 14. Nunc primum ad librorum manuscriptorum fidem et virorum doctorum coniecturas recensuit, restituit et supplevit Thom. Christ. Tychsen. Accesserunt observationes Chr. Gottl. Heynii. Argentorati, ex typographia societatis bipontinae, 1807.
- Semonides Amorginus. Simonidis Carmen inscriptum Peri gynaikon De mulieribus. Recensuit atque animaduersionibus illustrauit Georgius Dauid Koeler. Praefixa est epistola Chr. Gottl. Heyne. Goettingae, sumtibus, viduae Vandenhoek, 1781.
- Zosimus. Zosimi Historiae graece et latine recensuit, notis criticis et commentario historico illustrauit Io. Frid. Reitemeier... ad calcem subiectae sunt animaduersiones nonnullae C. G. Heynii. Lipsiae, apud Weidmanni heredes et Reichium, 1784.